# Aloysius Murwito
Aloysius Murwito OFM (Sleman-Yogya, Indonésia, 20 de dezembro de 1950) é Bispo de Agats.
Aloysius Murwito entrou na ordem franciscana e recebeu o Sacramento da Ordem em 7 de julho de 1982.
Em 7 de junho de 2002, o Papa João Paulo II o nomeou Bispo de Agats. O Arcebispo de Merauke, Jacobus Duivenvoorde MSC, o consagrou em 15 de setembro do mesmo ano; Co-consagradores foram o Bispo Emérito de Agats, Alphonsus Augustus Sowada OSC, e o Bispo de Jayapura, Leo Laba Ladjar OFM, e o Bispo de Manokwari-Sorong, Francis Xavier Sudartanta Hadisumarta OCarm.